# Congrès universel d'espéranto de 1930
Pour un article plus général, voir Congrès universel d'espéranto.
Le congrès universel d’espéranto de 1930 est le 22e congrès universel d’espéranto, organisé en août 1930, à Oxford en Royaume-Uni. 